# Vil·la romana del Collet
La vil·la romana del Collet és una vil·la en un turó de la vila de Sant Antoni de Calonge (Calonge i Sant Antoni), declarat bé cultural d'interès local.
L'assentament data del segle ii aC i fou habitat fins al segle v o l'inici del segle vi. Uns cent anys després de l'abandonament s'hi creà una necròpoli a l'indret d'una terrisseria romana, a l'est de la vil·la.
Les primes traces van trobar-se al segle xix quan va construir-se la carretera de Palamòs a Sant Feliu. Els arqueòlegs sempre van presumir que la vil·la que avui es troba a uns 150 m de la línia de la costa tenia una zona portuària. El 2002 van desenterrar-se dos amarradors excavats a la roca a la segona meitat del segle II ac tal com les restes d'un aqüeducte, l'únic a la província de Girona i els habitatges dels treballadors de la bòbila. Des del 2002 la direcció general de Patrimoni de la Generalitat va declarar El Collet com a Espai de Protecció Arqueològica (EPA), per tal de protegir-la contra la fort pressió d'urbanització del barri costaner.
L'activitat de la vil·la queda registrada a través de la troballa de paviments, murs, mosaics, restes d'habitatges i diversos estris quotidians. Els romans hi van excavar el Rec Madral per tal de permetre el desguàs dels aiguamolls del pla de Calonge. En destaca la presència de bòbiles de grans dimensions que serviren per a la cocció de ceràmica i altres estris dedicats a la fabricació de calç. Les restes inservibles abocades han permès identificar que la major producció era destinada a la manufactura d'àmfores per al transport de vi. El jaciment arqueològic és excepcional com que l'indret no hagi estat densament urbanitzat i gairebé no ha estat destruït. L'emplaçament de la vil·la del Collet, a prop del mar i amb un teló de fons de vinyes, el van fer especialment indicat per a l'exportació de vi a través de tot el mar Mediterrani.
En la vuitena campanya d'excavació (2023) s'hi van trobar evidències de paviments itàlics de luxe. Igualment, es va verificar l'existència d'un niu d'ametralladores de la Guerra Civil Espanyola.